# 채드 르클로
채드 가이 버트런드 르클로(영어: Chad Guy Bertrand le Clos, 1992년 4월 12일 ~ )는 남아프리카 공화국의 수영 선수이며 자유형, 접영, 개인혼영을 전문적으로 활약하였다.

## 어린 시절
더반 출신의 르클로는 웨스트빌 남자 고등학교에서 수학하며 2010년 대학 입학이 허가되었다. 아주 어린 나이부터 수영을 해온 르클로는 10세 때 시합에 나가기 시작하면서 자신의 벨트 아래 이미 몇년간 훈련을 해왔다.

## 2010년 쇼트코스 세계 선수권과 코먼웰스 게임
2010년 델리에서 열린 코먼웰스 게임에서 르클로는 2개의 금메달, 1개의 은메달과 2개의 동메달을 획득하였다. 그는 200m 접영과 400m 개인혼영을 우승하면서 양종목에서 경기 기록을 깼다. 두바이에서 열린 쇼트코스 세계 선수권에서 200m 접영 금메달을 땄다. 그는 세계 기록 보유자 브라질의 카이오 데 알메이다를 0.05초, 헝가리의 체흐 라슬로를 0.11초의 좁은 차이로 꺾었다.

## 2011년 롱코스 세계 선수권
2011년 상하이에서 열린 세계 수상 선수권 대회에서 200m 접영 5위, 100m 접영 13위와 400m 혼계영 10위에 그치고 말았다.

## 2012년 런던 올림픽
2012년 런던 올림픽의 첫날에 르클로는 400m 개인혼영에서 5위를 하였다. 4번째 날에 그는 200m 접영에서 1분 52.96초와 함께 지난 2연승 선수이자 세계 기록 보유자 마이클 펠프스를 0.05초 차이로 꺾고 금메달을 획득하였다. 다음 날에 르클로는 200m 개인혼영의 준결승전에서 7번째 수영을 하면서 결승전 진출에 성공하지만 비기고 말았다. 100m 접영에서는 펠프스에게 0.23초로 밀리면서 예브게니 코로티시킨과 51.44초로 동등하게 2위를 하였다.

## 2013년 롱코스 세계 선수권
자신의 올림픽 성공 후에 르클로는 세계 선수권 대회에 강적으로 들어왔다. 접영 만을 활약하기로 결정한 그는 자신의 첫 종목 50m 종목에서 23.76초로 23위를 하여 준결승전 진출에 실패하였다. 자신의 올림픽 우승에 이어 결승전에 쉽게 진출한 자신의 뛰어난 종목 200m 접영에서 1분 54,32초와 함께 우승하였다. 100m 접영에서는 51.06초의 국내 신기록으로 우승을 거두었다.

## 같이 보기
- 수영 접영 100m 세계 기록 추이
- 수영 접영 200m 세계 기록 추이
- 올림픽 수영 남자 메달리스트 목록